# Enderleinellus gambiani
Enderleinellus gambiani är en insektsart som beskrevs av Oskar Kuhn och Ludwig 1965. Enderleinellus gambiani ingår i släktet Enderleinellus och familjen ekorrlöss. Inga underarter finns listade i Catalogue of Life.